# Špela Grošelj
Pour les articles homonymes, voir Grošelj.
Špela Grošelj est une chanteuse slovène membre du groupe de Turbo folk Atomik Harmonik. Elle est née le 8 janvier 1985 à Domžale, au nord de Ljubljana. Elle commence à apprendre la danse dès l'âge de cinq ans à l'école de danse Kazina, puis le chant à partir de sept ans au sein d'une chorale avec laquelle elle apparaîtra à la télévision nationale slovène. Elle a fait partie pendant deux ans d'un groupe musical adolescent nommé Foxy Teens avant de rejoindre en 2004 le groupe Atomik Harmonik. Elle pose en 2007 pour la couverture de l'édition slovène du magazine masculin FHM en compagnie de Mateja Vuk, l'autre membre féminin du groupe.